# Nationaal Jeugdinstituut (Suriname)
Nationaal Jeugdinstituut (NJI) is een Surinaamse overheidsinstantie.
In 1976 werd de voorloper opgericht en vervolgens op 20 november 1999 het NJI in een vorm dat decennia lang bleef voortbestaan. Het doel van het NJI is om een doelmatiger jeugdbeleid te voeren. Het NJI betrekt jongeren zelf en richt zich op het in de praktijk brengen van het recht op participatie van jongeren.
Tegelijk werd in 1999 ook het Nationaal Jeugdparlement (NJP) opgericht dat er deel van uitmaakte. Sinds 2017 was het parlement demissionair. Op 10 juli 2023 werd de opvolger geïnstalleerd, de Jeugdraad Suriname. De NJI kent het NJP financiële middelen toe. Ze zijn samen verantwoordelijk voor de organisatie van het Nationaal Jeugdcongres.
In het Staatsbesluit van 10 januari 2017 is bepaald dat het NJI bestaat uit het NJP, de jeugddistrictsraden, de Jeugdadviesraad, en de jeugdambassadeurs en hun korpsen. Vanwege de hoge kosten van 20 miljoen SRD per verkiezing, besloot de regering-Santokhi in 2021 de verkiezingen voor het Nationaal Jeugdparlement af te schaffen en te vervangen door het naar voren laten schuiven van kandidaten door scholen en jeugdorganisaties.